# Акпа, Клеман
Клема́н Акпа́ (фр. Clément Akpa; род. 24 ноября 2001, Мёдон) — ивуарийский футболист, защитник клуба «Осер» и сборной Кот-д’Ивуара.

## Клубная карьера
Акпа — воспитанник клубов «Вандовр», «Монтож» и «Мец». В 2019 году он начал выступать за команду дублёров. В 2022 году Клеман перешёл в «Осер», где начал выступать за дублирующий состав. Летом того же года Акпа на правах аренды перешёл в «Орлеан». 12 августа в матче против «Кокарно» он дебютировал в Лиге 3. 9 октября в поединке Кубка Франции против «Невиль Спортс» Клеман забил свой первый гол за «Орлеан». По окончании аренды игрок вернулся в «Осер». 18 ноября 2023 года в поединке Кубка Франции против «Ле Пю де Вало» Клеман дебютировал за основной состав. 5 августа 2023 года в матче против «Валансьена» он дебютировал в Лиге 2. По итогам сезона игрок помог клубу выйти в элиту. 18 августа 2024 года в матче против «Ниццы» он дебютировал в Лиге 1.

## Международная карьера
21 марта 2025 года в отборочном матче чемпионата мира 2026 против сборной Бурунди Акпа дебютировал за сборную Кот-д’Ивуара.